# Iglesia de Cristo Rey (Marks)
La Iglesia de Cristo Rey (en ruso: Церковь Христа Царя ) es una iglesia católica situada en la localidad de Marks (Sarátov) en Rusia, el hogar de los descendientes de los católicos alemanes del Volga.
La iglesia de Cristo Rey es la primera iglesia católica que se construirá en Rusia después de la caída de la URSS, e incluso después de la revolución de 1917. La construcción comenzó en 1990 y fue consagrada en 1993.
La parroquia católica fue registrada, y se levantó de las cenizas en 1983. El padre Joseph Werth, sirvió a esta comunidad como obispo desde finales de 1980 y el padre Clemens Pickel hasta el año 2001, también como obispo.
Una comunidad de monjas católicas, está cerca. Que proporcionan, entre otros servicios la catequesis.
La parroquia también sirve a la pequeña iglesia del pueblo de Stepnoïe a 46 kilómetros al suroeste.